# 李正賢
李正賢（韓語：이정현，1990年10月26日—），另譯李政炫，韓國男演員。

## 演出作品

### 電視劇
- 2014年：tvN《沒禮貌的英愛小姐13》飾演 事故男(ep9)
- 2015年：JTBC《親愛的恩東啊》飾演 路邊經紀人
- 2016年：OCN《鄰家英雄》飾演 翰潔的朋友
- 2016年：EBS1《夢想三國》飾演 不良官員
- 2016年：JTBC《青春時代》飾演 男學生
- 2016年：KBS1《壬辰倭亂1592》飾演 豐臣秀吉童年
- 2017年：MBC《你太過分了》飾演 壞學生(ep3)
- 2017年：KBS2《推理的女王》飾演 小偷(ep1)
- 2017年：SBS《奇怪的搭檔》飾演 犯人
- 2017年：NaverTV《金德順戀愛事務所》飾演 金秀植
- 2017年：MBC《擺飯桌的男人》飾演 一陣(ep31)
- 2017年：KBS1《Andante》飾演 李正賢
- 2017年：OCN《Black》飾演 郵差(ep2)
- 2018年：tvN《陽光先生》飾演 津田 波[2][3]
- 2018年：JTBC《漢摩拉比小姐》飾演 流氓
- 2019年：MBC《Item》飾演 高大修[4]
- 2020年：KBS2《友情契約》飾演 金大容
- 2020年：SBS《Alice》飾演 楊洪奱
- 2020年：Netflix《Sweet Home》飾演 慶模
- 2020年：Lifetime《韓劇世界2（英语：Dramaworld）》飾演 毒販
- 2021年：JTBC《雪降花》飾演 朴金哲
- 2022年：Olleh TV《新兵》飾演 姜燦錫
- 2022年：MBC《禁婚令，朝鮮婚姻禁止令》飾演 德勳
- 2023年：Genie TV《新兵2》飾演 姜澯碩[5]
- 2023年：	SBS《7人的逃脫》飾演 白益虎[6]
- 2024年：《皮塔在戀愛》

### 電影
- 2015年：《危險的相見禮2》飾演 柔道部主將
- 2016年：《記憶中的美好歌聲》飾演 拿火把的人民軍士兵
- 2016年：《爺爺特有種》飾演 男學生
- 2017年：《Real》飾演 唐人街黑幫
- 2017年：《朴烈：逆權年代》飾演 自警團
- 2017年：《軍艦島》飾演 一拳
- 2017年：《花漾奶奶秀英文》飾演 1987年教練復學生
- 2017年：《獄火重生：金昌洙》飾演 馬尚求幫
- 2018年：《野蠻公主玩婚記》飾演 街市醜男
- 2018年：《一陣》飾演 千吉
- 2018年：《七年之夜》飾演 俊尚黑幫成員
- 2018年：《我的嘻哈我的家》飾演 同窗們
- 2018年：《搖擺男孩》飾演 賽馬迷
- 2019年：《鐵馬車王：駛向自由》飾演 坂本的副官
- 2019年：《驅魔使者》飾演 真
- 2019年：《異種》短片 飾演 謙秀
- 2020年：《幫派》飾演 熱狗
- 2020年：《特務搞飛機》飾演 Ken
- 2021年：《鯊魚：起點》飾演 韓成勇
- 2021年：《莫比烏斯》飾演 賢在
- 2021年：《熱血男子漢》飾演 勳
- 2022年：《海賊：鬼怪的旗幟》飾演 櫻桃
- 2022年：《404號兇案現場》飾演 宋基哲[7]
- 2023年：《全羅道少年殺人事件》飾演 李修日，舉報真兇者。

### 話劇
- 2014年：《慶淑，慶淑的爸爸》

### MV
- 2021年：鄭允浩《Thank U》[8]

## 獎項
- 2021年：《第3屆 忠北國際武藝動作電影節》新人演員獎[9]
- 2021年：《第18屆 清州國際短片電影節》最佳演技獎[10]

## 外部連結
- 李正賢的Instagram帳戶
- 李正賢在NAVER上的资料
- 李正賢在韩国电影数据库（KMDb）上的資料（韓語）